# Crepidopteris wildii
Crepidopteris wildii là một loài dương xỉ trong họ Hymenophyllaceae. Loài này được Wakef. mô tả khoa học đầu tiên năm 1949.
Danh pháp khoa học của loài này chưa được làm sáng tỏ. 